# Ovy's Voice
Ovy's Voice es una película dramática nigeriana de 2017, escrita y producida por Biodun Stephen y dirigida por Dimeji Ajibola.

## Sinopsis
Ovy es una joven y talentosa maquilladora con discapacidad del habla, que intenta evitar el amor tanto como puede. La sra. G, una de sus clientas, está empeñada en encontrarle un "buen marido". Cuando Ovy conoce al hijo de la Sra. G, Anaan, sus vidas cambiarán inevitablemente.

## Elenco
- Bisola Aiyeola como Ovy
- Uche Ogbodo
- Shaffy Bello
- Mofe Duncan

## Recepción
Tras su lanzamiento, la película recibió críticas en su mayoría positivas. Talk African Movies que generalmente "recomienda" o "rechaza" películas, la recomendó y aplaudió el audio, la interpretación de los protagonistas y la provisión de subtítulos en pantalla durante la película. Tiene una calificación de 3.5 en Nollywood Reinvented, quien elogió la escritura, interpretación principal,  su banda sonora e historia. Resumió su reseña afirmando que "Ovy's Voice es muy dulce y simple, te cautiva en una especie de 'cama de rosas' y luego procede a causar estragos en tus emociones cuando menos lo esperas". El sitioweb tns.ng en su reseña describió el cambio de tema de una película que mostraba que las personas con discapacidades físicas aún podían tener una vida normal, a algo sobre abuso humano como una "distracción" bien ejecutada. Elogió la poca cantidad de actores y personajes utilizados en la película, ya que simplificó la entrega del mensaje. Los papeles del elenco principal también fueron aplaudidos y el personaje de Ovy se destacó como "creíble y fantástico". El uso de canciones de Johnny Drille, Di'Ja y Gabriel Afolayan también se consideró como puntos positivos, ya que fueron elegidos selectivamente para aumentar la conexión con la actuación. Concluyó su revisión afirmando "Ovy's Voice es un intento brillante, y no se salta los bucles para serlo. Es una fina combinación de una buena historia, una gran actuación y una dirección fluida".